# Estación de Jacques Bonsergent
La estación de Jacques Bonsergent es una estación del metro de París situada en el X Distrito que pertenece a la línea 5.

## Historia
La estación fue inaugurada el 17 de diciembre de 1906 con el nombre Lancry. El 10 de febrero de 1946 fue rebautizada con su nombre actual en honor a Jacques Bonsergent que fue el primer civil parisino en ser fusilado por los alemanes durante la Segunda Guerra Mundial. 

## Descripción
Esta estación poco transitada se compone de dos andenes laterales de 75 metros de longitud y de dos vías.
Está diseñada en bóveda elíptica revestida completamente de los clásicos azulejos blancos biselados del metro parisino.
Su iluminación ha sido renovada empleando el modelo vagues (olas) con estructuras casi adheridas a la bóveda que sobrevuelan ambos andenes proyectando la luz en varias direcciones.
La señalización por su parte usa la moderna tipografía Parisine donde el nombre de la estación aparece en letras blancas sobre un panel metálico de color azul. Por último, los escasos asientos de la estación son individualizados y de tipo Motte.

## Accesos
La estación dispone de dos accesos situados en la plaza Jacques Bonsergent.